# Diócesis de Copenhague (católica)
La diócesis de Copenhague (en latín: Dioecesis Hafniae y en danés: Bispedømmet København) es una circunscripción eclesiástica de la Iglesia católica en Dinamarca. Se trata de una diócesis latina, inmediatamente sujeta a la Santa Sede. Desde el 22 de marzo de 1995 su obispo es Czeslaw Kozon.

## Territorio y organización

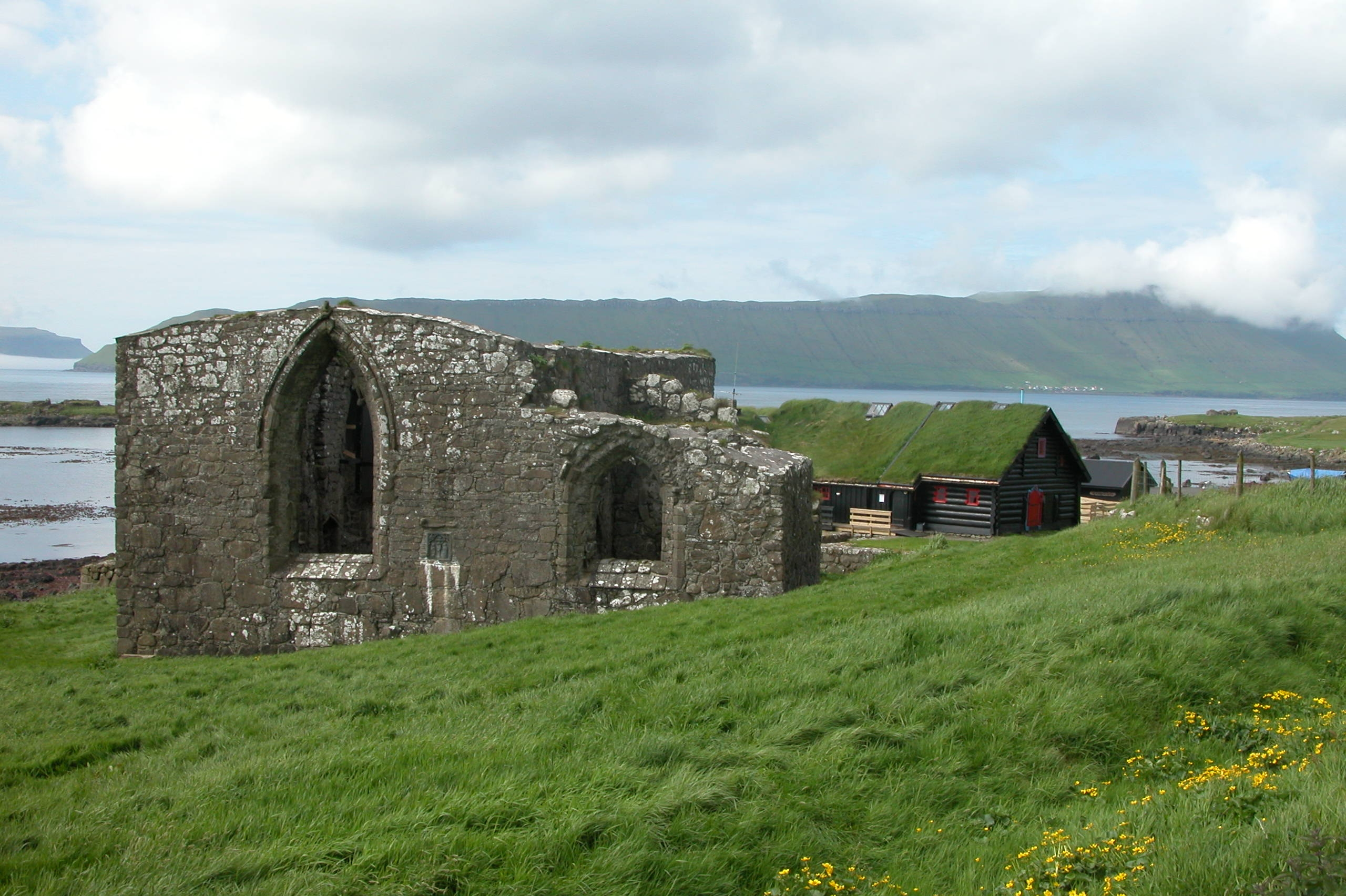
Ruinas de la antigua Catedral de San Magnus, en Kirkjubøur (Islas Feroe)

La diócesis tiene 2 210 329 km² y extiende su jurisdicción sobre los fieles católicos de rito latino residentes en todo el territorio del Reino de Dinamarca, incluidas sus tres naciones constituyentes: Dinamarca propiamente dicha, las Islas Feroe y Groenlandia.

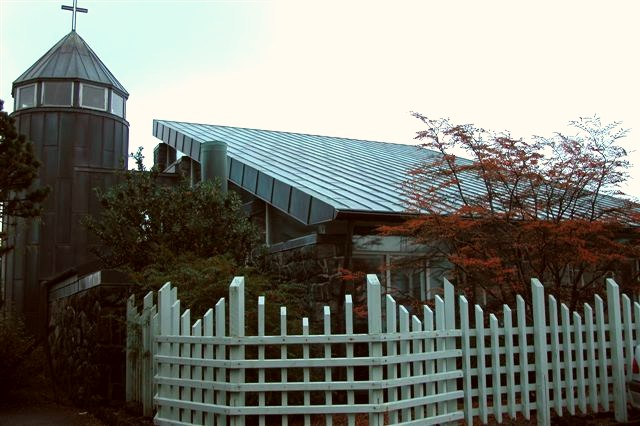
Iglesia de Santa María, en Tórshavn (Islas Feroe)

La sede de la diócesis se encuentra en la ciudad de Copenhague, en donde se halla la Catedral de San Óscar. En el territorio de la diócesis se encuentran antiguas catedrales de diócesis católicas suprimidas por la Reforma protestante, todas las cuales pertenecen a la Iglesia del Pueblo Danés desde el siglo XVI: San Clemente (en Aarhus, de la diócesis de Aarhus); abacial de Santa María (en Børglum, de la diócesis de Børglum); San Canuto (en Odense, de la diócesis de Odense); Nuestra Señora (en Ribe, de la diócesis de Ribe); San Lucio (en Roskilde, de la diócesis de Roskilde); Nuestra Señora (en Viborg, de la diócesis de Viborg); y las ruinas de las antiguas catedrales de San Nicolás de Bari (en Garðar, de la diócesis de Garðar) y San Magnus (en Kirkjubøur, de la diócesis de las Islas Feroe).

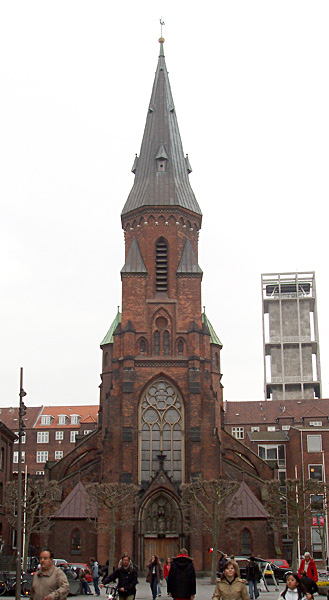
Iglesia de Nuestra Señora, en Aarhus

En 2023 en la diócesis existían 40 parroquias:
Área urbana de Copenhague
- Catedral de San Óscar de Copenhague (Skt. Ansgars Kirke)
- Sankt Annæ Kirke en Amager
- Skt. Mariæ Kirke en Frederiksberg
- Skt. Andreas og Skt. Therese Menighed en Hellerup
- Vor Frue og Sankt Antoni Menighed en Herlev
- Skt. Nikolaj Kirke en Hvidovre
- Skt. Knud Lavard Kirke en Lyngby
- Sakramentskirken en Nørrebro
- Skt. Pauls Kirke en Taastrup
- Jesu Hjerte Kirke en Vesterbro

Selandia, Lolandia-Falster y Bornholm
- Sankt Vincent Kirke en Helsingør
- Sankt Vilhelms Kirke en Hillerød
- Sankt Elisabeths Kirke en Holbæk
- Sankt Mariæ Kirke en Kalundborg
- Sankt Hans Kirke en Køge
- Sankt Josef Sogn en Nykøbing Falster
- Vor Frue Kirke en Næstved
- Sankt Knuds Kirke en Ringsted
- Sankt Laurentii Kirke en Roskilde
- Vor Frue Kirke en Slagelse
- Rosenkranskirken en Åkirkeby

Fionia;
- Sankt Albani Kirke en Odense
- Sankt Knuds Kirke en Svendborg

Península de Jutlandia
- Sankt Nikolaj Kirke en Esbjerg
- Sankt Knuds Kirke en Fredericia
- Sankt Marie Kirke en Haderslev
- Sankt Peters Kirke en Herning
- Sankt Josefs Kirke en Horsens
- Sankt Michaels Kirke en Kolding
- Jesu Hjerte Kirke en Randers
- Vor Frue Kirke en Silkeborg
- Sankt Pauls Kirke en Sønderborg
- Hellig Kors Kirke en Tønder
- Sankt Norberts Kirke en Vejle
- Sankt Kjelds Kirke en Viborg
- Sankt Ansgars Kirke en Aabenraa
- Sct. Mariæ Kirke en Aalborg
- Vor Frue Kirke en Aarhus

Islas Feroe
- Iglesia de Santa María Mariukirkjan en Torshavn

Groenlandia
- Krist Konge Kirke en Nuuk

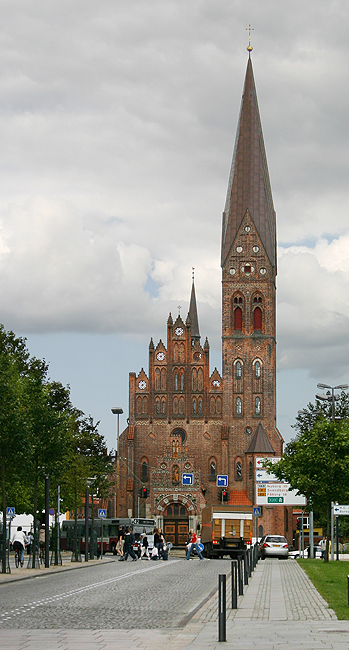
Iglesia de San Albano, en Odense

Además de los servicios religiosos en danés, la diócesis brinda también servicios en inglés, alemán, francés, italiano, croata, polaco, español, tamil y vietnamita. En las Islas Feroe las misas son en idioma feroés y en Groenlandia en idioma groenlandés, danés e inglés. Para los fieles filipinos los servicios son en inglés.
Los fieles de rito caldeo dependen de la diócesis de Copenhague, pero están organizados por el visitador apostólico caldeo en Europa, el obispo titular de Hirta, Saad Sirop, quien está basado en Södertälje (Suecia). Hay 4 diáconos permanentes y un sacerdote basado en Søborg que además da misas en Esbjerg, Horsens, Næstved, Aarhus y Aalborg.
Los fieles de la Iglesia greco-católica ucraniana dependen del exarcado apostólico de Alemania y Escandinavia desde el 17 de abril de 1959. Hay un sacerdote que brinda servicios en la catedral y en las iglesias de Vejle y de Aalborg.

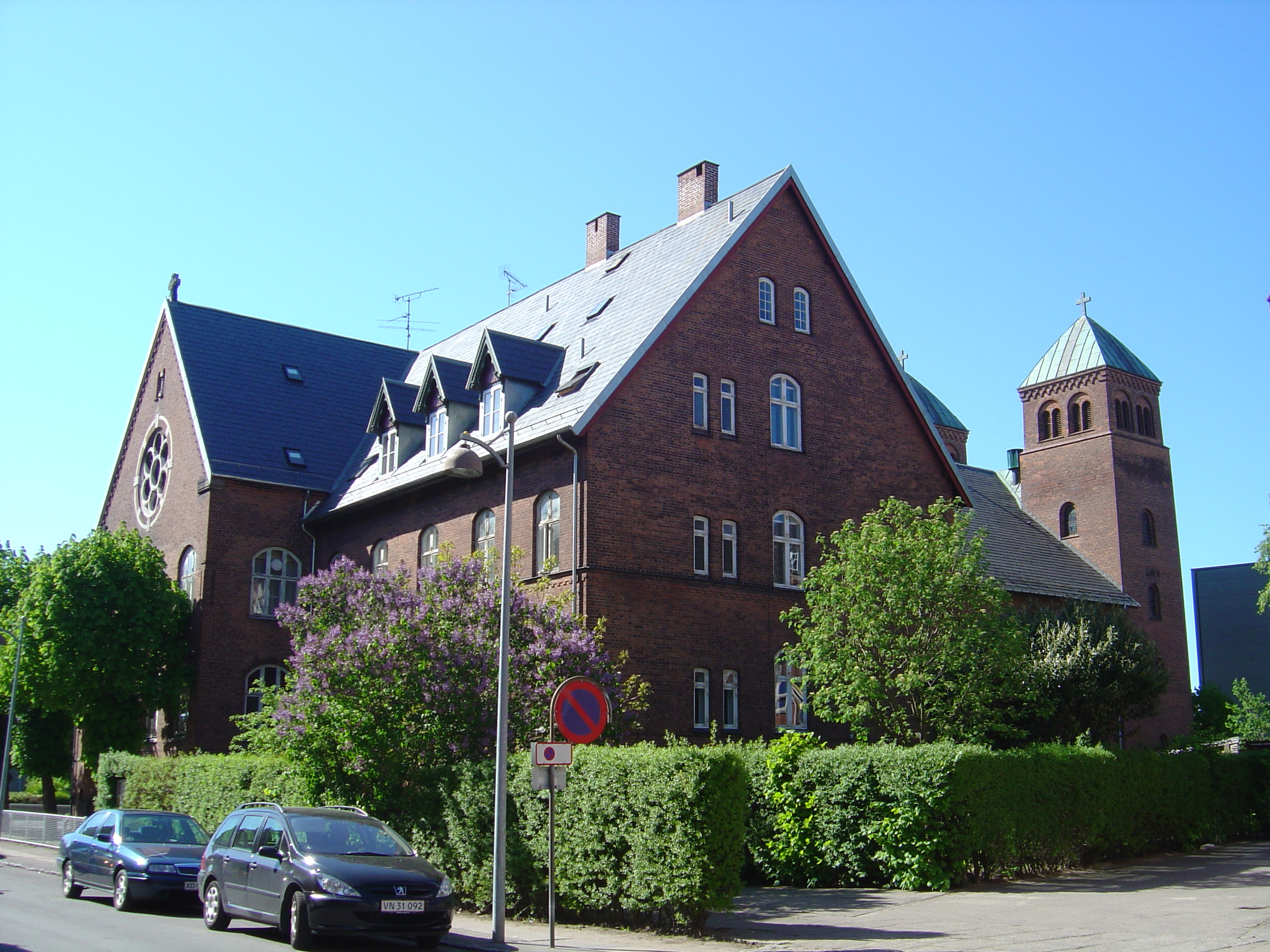
Iglesia de Santa Ana, en Copenhague

## Historia

### Antecedentes
El apóstol de Frisia y los Países Bajos históricos, san Willibrord de Utrecht, intentó en vano convertir al rey danés Angantyr en 710. El arzobispo de Bremen, san Óscar, logró establecer dos iglesias en Hedeby y Ribe en Dinamarca, que existían a su muerte en 865. Las misiones católicas se establecieron en Jutlandia en 948. En 960 el rey Harald Blåtand se convirtió al cristianismo y la declaró religión oficial.
El luteranismo fue declarado religión oficial del Reino de Dinamarca y Noruega en 1536 por el rey Cristián III. Las diócesis católicas del reino fueron suprimidas entre 1536 y 1551 por la Reforma luterana. Los obispos fueron depuestos y arrestados y las diócesis fueron reorganizadas en superintendencias luteranas. En Dinamarca las diócesis afectadas fueron: Odense, Roskilde, Århus, Ribe, Viborg y Børglum. La diócesis de Schleswig subsistió como parte de Alemania hasta 1624. La diócesis de las Islas Feroe fue suprimida en 1538 y la de Gardar en Groenlandia en 1550.
Los escasos católicos remanentes en Dinamarca y el norte de Europa fueron puestos bajo la jurisdicción del nuncio apostólico en Colonia. Al ser creada en 1622 la Sagrada Congregación para la Propagación de la Fe tomó a su cargo las misiones en Dinamarca y Noruega, poniendo a su frente al nuncio apostólico en Bruselas. En 1688 el Reino de Dinamarca y Noruega pasó a ser parte del vicariato apostólico de las Misiones Nórdicas, siendo el obispo de la diócesis de Osnabrück en Alemania su administrador apostólico.
La libertad de cultos fue establecida en Dinamarca en 1849. El 29 de julio de 1868 fue erigida la prefectura apostólica de Schleswig-Holstein, separada del vicariato apostólico de las Misiones Nórdicas. 

### Sede en Copenhague
La prefectura apostólica de Dinamarca fue erigida el 7 de agosto de 1868 con territorio desmembrado del vicariato apostólico de las Misiones del Norte. Mediante el breve Ecclesiae universae del papa Pío IX el 17 de agosto de 1869 su jurisdicción se amplió a las posesiones danesas en el Atlántico: Islandia, Groenlandia y las Islas Feroe, hasta entonces pertenecientes a la prefectura apostólica del Polo Norte.
El 15 de marzo de 1892 la prefectura apostólica de Dinamarca fue elevada a vicariato apostólico. 
El 22 de octubre de 1921 el vicariato apostólico, mediante el breve Quae catholico del papa Benedicto XV, incorporó parte de la prefectura apostólica de Schleswig-Holstein, que los tratados que siguieron a la Primera Guerra Mundial habían incluido en el Reino de Dinamarca.
El 29 de abril de 1953 el vicariato apostólico fue elevado a diócesis mediante la bula Certiores facti del papa Pío XII.

## Estadísticas
Según el Anuario Pontificio 2024 la diócesis tenía a fines de 2023 un total de 54 144 fieles bautizados.
| Año                                                                             | Población            | Población | Población      | Sacerdotes | Sacerdotes    | Sacerdotes    | Bautizados por sacerdote | Diáconos permanentes | Religiosos | Religiosos | Parroquias |
| Año                                                                             | Bautizados católicos | Total     | % de católicos | Total      | Clero secular | Clero regular | Bautizados por sacerdote | Diáconos permanentes | Varones    | Mujeres    | Parroquias |
| ------------------------------------------------------------------------------- | -------------------- | --------- | -------------- | ---------- | ------------- | ------------- | ------------------------ | -------------------- | ---------- | ---------- | ---------- |
| 1950                                                                            | 23 000               | 4 045 000 | 0.6            | 113        | 36            | 77            | 203                      |                      | 77         | 753        | 38         |
| 1969                                                                            | 25 897               | 4 842 597 | 0.5            | 133        | 35            | 98            | 194                      |                      | 108        | 682        | 40         |
| 1980                                                                            | 26 450               | 5 189 000 | 0.5            | 112        | 38            | 74            | 236                      |                      | 78         | 500        | 54         |
| 1990                                                                            | 29 409               | 5 238 913 | 0.6            | 99         | 36            | 63            | 297                      | 2                    | 67         | 355        | 52         |
| 1996                                                                            | 34 818               | 5 374 365 | 0.6            | 99         | 46            | 53            | 351                      | 3                    | 59         | 249        | 52         |
| 2001                                                                            | 34 369               | 5 451 087 | 0.6            | 92         | 41            | 51            | 373                      | 4                    | 54         | 238        | 51         |
| 2002                                                                            | 35 048               | 5 471 210 | 0.6            | 89         | 42            | 47            | 393                      | 1                    | 51         | 231        | 51         |
| 2003                                                                            | 34 655               | 5 487 752 | 0.6            | 80         | 38            | 42            | 433                      | 4                    | 48         | 226        | 50         |
| 2004                                                                            | 35 745               | 5 501 312 | 0.6            | 77         | 39            | 38            | 464                      | 5                    | 43         | 222        | 50         |
| 2006                                                                            | 36 634               | 5 516 597 | 0.7            | 82         | 40            | 42            | 446                      | 5                    | 48         | 205        | 50         |
| 2013                                                                            | 38 614               | 5 707 749 | 0.7            | 72         | 40            | 32            | 536                      | 4                    | 35         | 149        | 47         |
| 2016                                                                            | 44 428               | 5 699 220 | 0.8            | 67         | 39            | 28            | 663                      | 9                    | 33         | 98         | 45         |
| 2019                                                                            | 49 442               | 5 911 756 | 0.8            | 73         | 43            | 30            | 677                      | 10                   | 35         | 87         | 40         |
| 2021                                                                            | 51 975               | 5 948 610 | 0.9            | 72         | 42            | 30            | 721                      | 12                   | 37         | 82         | 42         |
| 2023                                                                            | 54 144               | 6 038 637 | 0.9            | 77         | 45            | 32            | 703                      | 11                   | 41         | 78         | 40         |
| Fuente: Catholic-Hierarchy, que a su vez toma los datos del Anuario Pontificio. |                      |           |                |            |               |               |                          |                      |            |            |            |

## Episcopologio

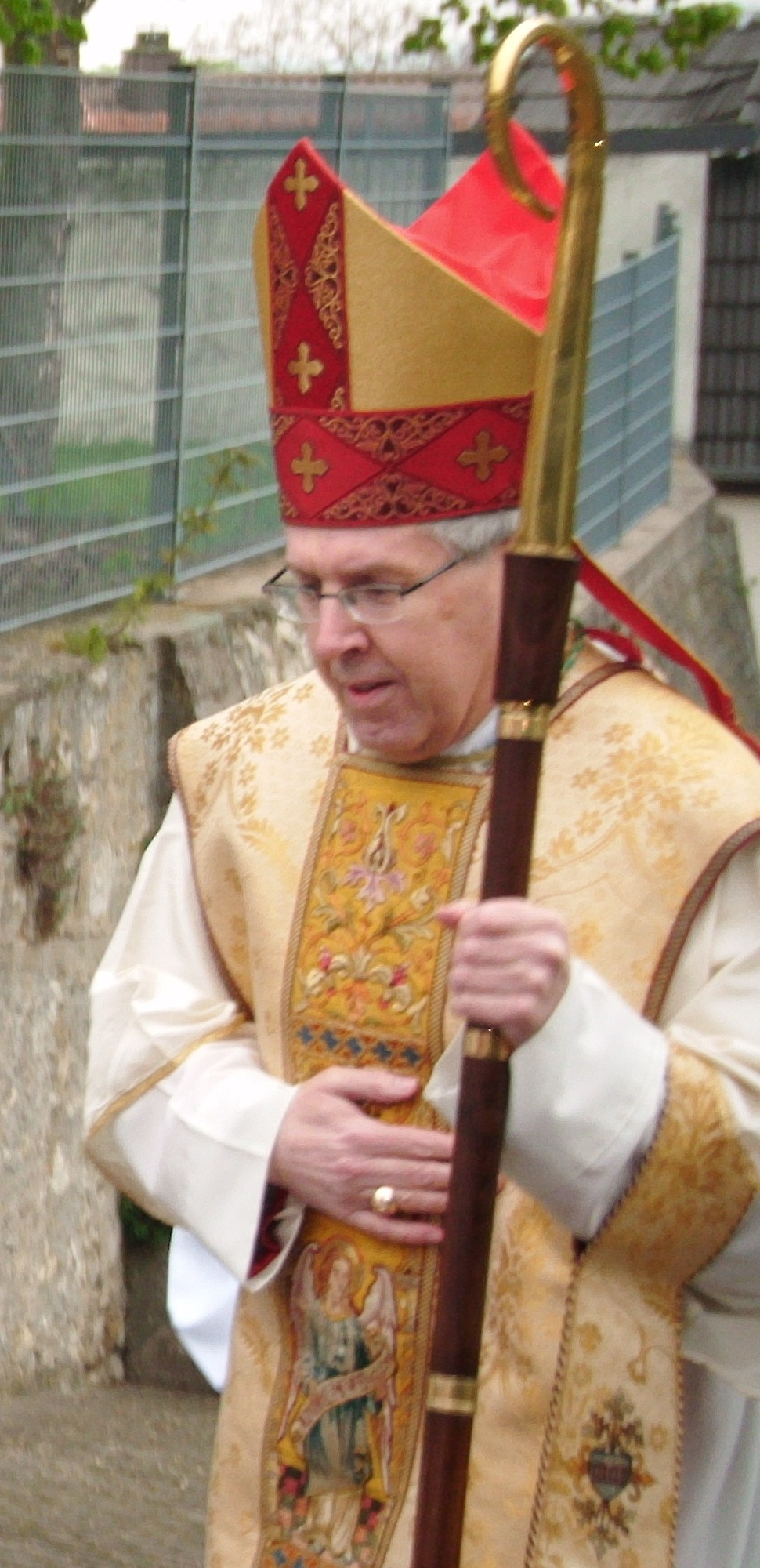
Czeslaw Kozon, obispo de Copenhague desde 1995

- Hermann Grüder † (9 de julio de 1869-15 de diciembre de 1883 falleció)
- Johannes Von Euch † (17 de febrero de 1884-18 de marzo de 1922 falleció)
- Josef Ludwig Brems, O.Praem. † (10 de octubre de 1922-noviembre de 1938 renunció)
- Johannes Theodor Suhr, O.S.B. † (13 de diciembre de 1938-6 de octubre de 1964 renunció[nota 1])
- Hans Ludvig Martensen, S.I. † (22 de marzo de 1965-22 de marzo de 1995 renunció)
- Czeslaw Kozon, desde el 22 de marzo de 1995